# Spathiphyllum
Spathiphyllum, oder zu deutsch Scheidenblatt, Blattfahne, Einblatt oder auch Friedenslilie, ist eine Pflanzengattung, die zur Familie der Aronstabgewächse (Araceae) gehört. Sie umfasst 50–60 Arten, die vor allem im tropischen Amerika, aber auch am Westrand des Pazifiks, von den Philippinen bis zu den Salomonen, vorkommen. Einige Arten werden wegen ihrer dekorativen Blätter, andere wegen der lange haltbaren Blütenstände als Zimmerpflanzen gehalten.

## Beschreibung

### Vegetative Merkmale
Die Spathiphyllum-Arten sind 20–120 cm hohe, kahle, ausdauernde krautige Pflanzen. Sie besitzen ein kriechendes Rhizom mit kurzen Internodien, das teilweise an der Bodenoberfläche sichtbar ist, und führen keinen Milchsaft. Die Blätter stehen zweizeilig am Rhizom. Die Wurzeln durchbrechen den Grund der Blattstiele. Die Niederblätter sind sehr schmal dreieckig-lanzettlich, haben unterseits zwei Kiele und erreichen oft mehr als ⅔ der Länge des Stiels der Laubblätter. Die Blattstiele sind ungefähr so lang oder etwas länger als die Blattspreite. Sie sind oben meist stielrund und im unteren Teil als Blattscheide ausgebildet und geflügelt. Bei manchen Arten, beispielsweise bei Spathiphyllum wendlandii, reicht diese Blattscheide bis zum Spreitenansatz. An ihrem oberen Ende weisen die Blattstiele eine bis zu 5 cm lange Verdickung (Geniculum) auf, die bei Bedarf als Gelenk dient. Die einfachen, ungeteilten, ganzrandigen, am Rand etwas welligen Blattspreiten stehen aufrecht oder sind etwas nach auswärts gebogen. Sie sind breit elliptisch bis länglich, lanzettlich oder verkehrt-eilanzettlich, sind vorne kurz zugespitzt und haben einen verschmälerten, spitzen bis stumpfen oder beinahe abgerundeten Grund. Die Oberseite ist gewöhnlich glänzend, die Unterseite blasser gefärbt. Die ziemlich breite, im Querschnitt dreieckige bis halbmondförmige Mittelrippe ist oberseits abgeflacht und springt unterseits deutlich vor. Die wenigen bis zahlreichen, annähernd parallelen Seitennerven erster Ordnung erreichen mit ihren zur Blattspitze hin gebogenen Enden den Spreitenrand. Dazwischen sind parallel dazu schwächere Seitennerven vorhanden, normalerweise ein sekundärer und zwei tertiäre.

### Generative Merkmale

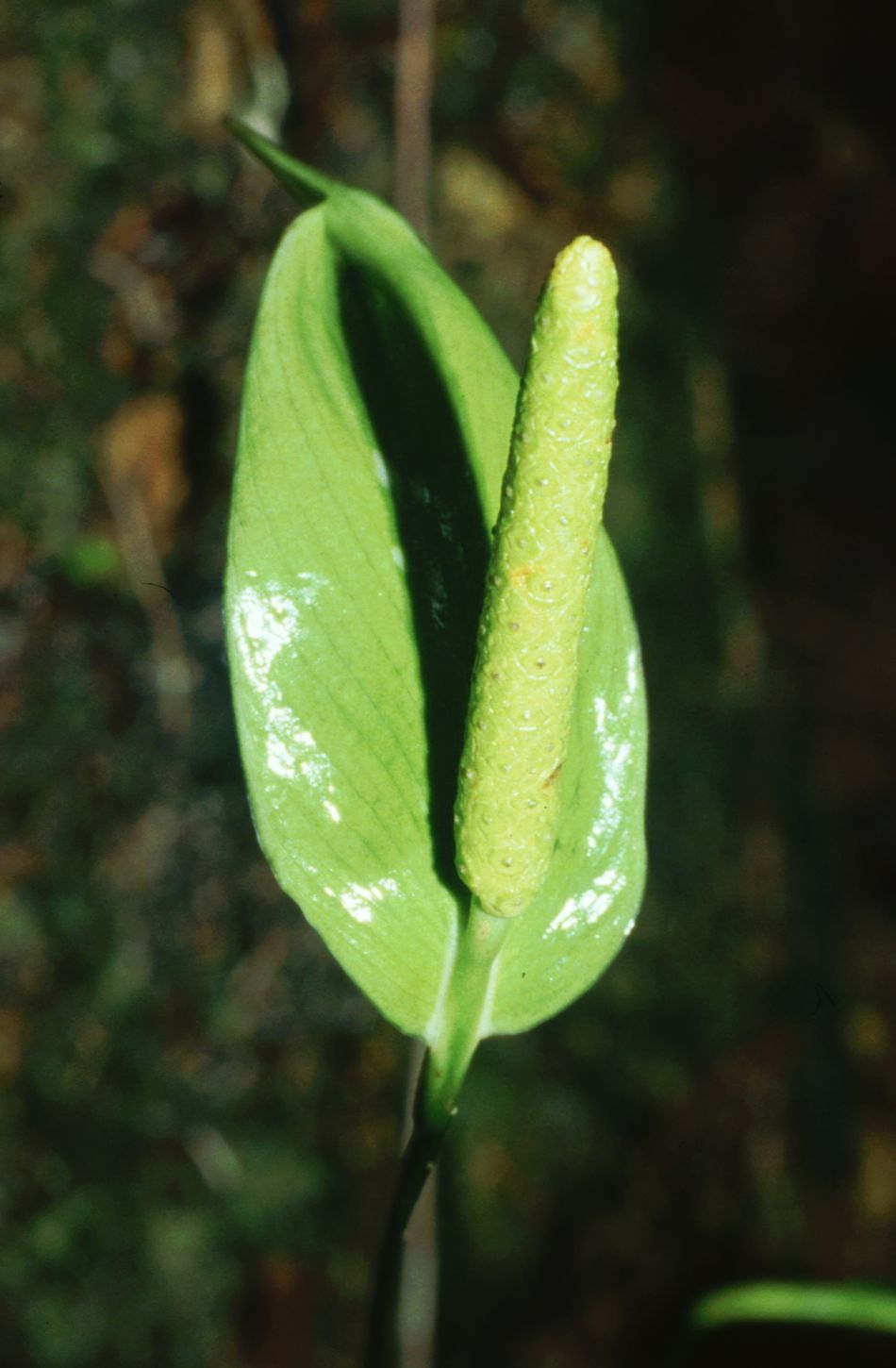
Spathiphyllum silvicola, Blütenstand

Der einzeln stehende kolbige Blütenstand steht am Ende eines aufrechten, schaftförmigen, an seinem Ende gegliederten Blütenstandsstiels, der ungefähr so lang oder länger ist als die Laubblätter. Knapp unter dem Blütenkolben befindet sich ein besonderes Hochblatt, die Spatha. Diese ist zuerst um den Blütenstand zusammengerollt und breitet sich später zu einer kappenförmigen oder flachen, aufrechten oder zurückgekrümmten Gestalt aus. Die Spatha ist bei fast allen Arten zur Blütezeit weit offen, nur bei den westpazifischen Arten Spathiphyllum solomonense und Spathiphyllum schlechteri umschließt sie den Blütenkolben. Sie ist lanzettlich bis elliptisch oder verkehrteiförmig, seltener verkehrteilanzettlich und vorne zugespitzt. Die spitze bis stumpfe oder abgerundete Basis ist ohne röhrenförmigen Abschnitt und läuft manchmal, insbesondere bei der Sektion Spathiphyllum, beträchtlich am Blütenstandsstiel herab. Die Spatha ist zur Blütezeit weiß bis gelblich, oft mit grüner Nervatur, oder insgesamt grün. Nach der Blüte bleibt die Spatha erhalten und ist zur Fruchtzeit grün gefärbt. Der aufrechte, zylindrische, einheitlich mit zwittrigen Blüten besetzte Blütenkolben ist kürzer als die Spatha. Er ist in der Spatha gestielt. Dieser Stiel ist in seiner ganzen Länge oder nur teilweise mit der Spatha verwachsenen, in letzterem Fall ist der freie Abschnitt bis zu 4 cm lang.
Die radiärsymmetrischen Blüten besitzen eine grüne oder weiße Blütenhülle, die meist aus 4–6(–7) freien oder am Grund miteinander verwachsenen Perigonblättern besteht. Diese besitzen eine verdickte und oft gestutzte Spitze, sind einwärts gekrümmt, decken einander dachziegelig und vergrößern sich im Alter. Bei einigen Arten ist die Blütenhülle zu einem 4–6-seitigen, fleischigen, gestutzten Becher verwachsen. Es sind 4–6 freie Staubblätter vorhanden, die vor den Perigonblättern stehen. Die breiten, abgeflachten, länglichen Staubfäden verlängern sich im Alter. Die gelben oder weißlichen Staubbeutel sind unbeweglich und basi-dorsifix, also nahe ihrem Grund, aber gegen den Rücken zu, dem Staubfaden angeheftet. Ihr Konnektiv ist schmal. Die Staubbeutel bestehen aus zwei länglich-ellipsoidalen bis eiförmigen Theken, sind ungefähr so breit wie lang, mit annähernd parallelen Seiten, und öffnen sich der Länge nach und extrors, also mit der Öffnung vom Blütenzentrum abgewandt. Die ellipsoidalen bis länglich-ellipsoidalen Pollenkörner weisen keine Aperturen auf. Der eiförmige, flaschenförmige, annähernd zylindrische oder verkehrteiförmige Stempel ist meist zur Blütezeit weiß und wird später grün. Drei Fruchtblätter sind zu einem Fruchtknoten verwachsen, der je zwei, vier, sechs oder acht Samenanlagen enthält. Es werden ein- bis achtsamige, grüne Beeren gebildet.

### Chromosomen

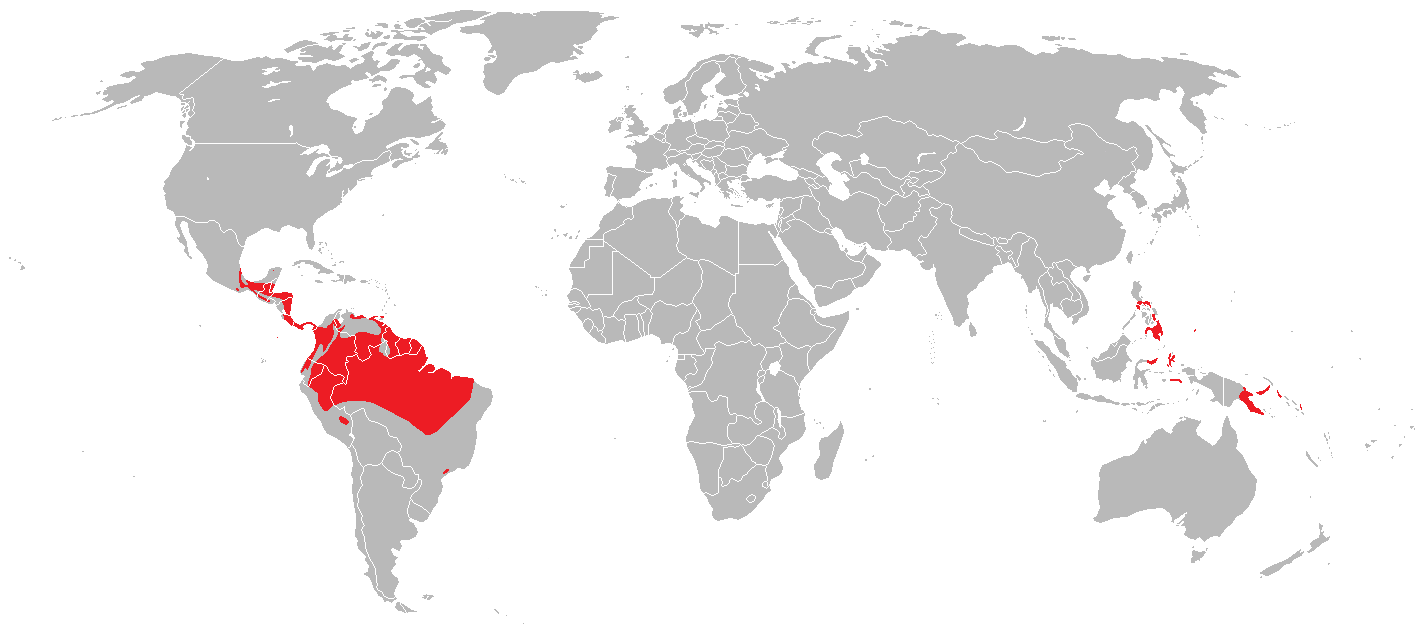
Natürliche Verbreitung der Gattung Spathiphyllum

Die beiden bisher untersuchten Arten, also Spathiphyllum cannifolium und Spathiphyllum cochlearispathum, stimmen bezüglich der Chromosomenzahl miteinander überein. Es wurde entweder ein haploider Chromosomensatz mit n = 15 oder ein diploider mit 2n = 30 festgestellt.

## Verbreitung
Die Gattung umfasst ungefähr 50 Arten, von denen die meisten in den mittel- und südamerikanischen Tropen vorkommen. Das Verbreitungsgebiet reicht von Mexiko im Norden bis nach Peru und Brasilien im Süden. Natürliche Vorkommen fehlen aber auf den Großen Antillen und existieren auf den Kleinen Antillen nur auf Trinidad. Daneben fehlt Spathiphyllum mit Ausnahme des kleinräumig verbreiteten Spathiphyllum grazielae fast völlig im Bereich des Atlantischen Regenwalds an der Ostküste Brasiliens. Innerhalb ihres Areals bestehen Areallücken aber auch in den Hochgebirgen der nördlichen Anden sowie in Regionen, wo Trockenwälder und Savannen vorherrschen, so etwa an der pazifischen Küste des nördlichen Mittelamerika, an der Karibikküste von Kolumbien und in den Llanos des Orinoco-Tieflands. Nur drei Arten kommen außerhalb Amerikas auf den Inseln am Westrand des Pazifiks vor. Dieses lückige Teilareal reicht von den Philippinen und Palau, über Nordost-Sulawesi und die Molukken bis nach Neuguinea, zum Bismarck-Archipel und zu den Salomonen.
Das artenreichste Land ist Kolumbien, wo Cardona (2004) 18 Arten nachgewiesen hat und das Vorkommen von noch neun weiteren Arten erwarten lässt. Brasilien ist in Anbetracht seiner großen Fläche mit zehn heimischen Arten vergleichsweise artenarm. Mit acht Arten in der bisher letzten Florenbearbeitung ist beispielsweise das flächenmäßig viel kleinere Costa Rica fast genau so artenreich.
Da mehrere Arten als Zierpflanzen kultiviert werden, gibt es von diesen auch außerhalb des natürlichen Verbreitungsgebiets verwilderte Vorkommen. Spathiphyllum wallisii ist überhaupt nur aus der Kultur und von solchen verwilderten Vorkommen bekannt.

## Taxonomie
Die Gattung Spathiphyllum wurde 1832 durch Heinrich Wilhelm Schott erstbeschrieben. Schott zählte dabei nur zwei Namen auf, nämlich Spathiphyllum lancaefolium (Jacq.) Schott, die Typusart, die bereits 1791 durch Nikolaus Joseph von Jacquin als Dracontium lanceaefolium beschrieben worden war, und Spathiphyllum sagittaefolium Schott, ein Nomen nudum. Im Jahr 1853 gab Schott in seinem Werk Aroideae der Gattung ihre heutige Umschreibung, indem er Spathiphyllum sagittaefolium zur neu geschaffenen Gattung Urospatha Schott verschob und die beiden wenige Jahre vorher beschriebenen Gattungen Hydnostachyon Liebm. und Massovia K.Koch als Synonyme zu Spathiphyllum stellte. Spathiphyllopsis Teijsm. & Binn. und Amomophyllum Engl. sind weitere Synonyme.

## Etymologie
Der erste Teil des Namens Spathiphyllum ist das lateinische Wort spatha bzw. das altgriechische σπάθη (spáthē). Es bezeichnete ursprünglich ein meist gestieltes Werkzeug mit flacher Spreite, beispielsweise ein Ruderblatt, einen Spatel oder ein Schwert, und bezieht sich hier auf die Spatha. Der zweite Namensteil, das ebenfalls altgriechische φύλλον (phýllon) bedeutet Blatt. Der Name bezieht sich darauf, dass sich bei dieser Gattung die Spatha weniger stark von Laubblättern unterscheidet, als das sonst bei Aronstabgewächsen üblich ist.

## Arten
Die Gattung Spathiphyllum umfasst derzeit etwa 50 Arten. Für Kolumbien ist die Existenz von etwa neun weiteren, bisher noch unbeschriebenen Arten bekannt.
| Wissenschaftlicher Name                               | Verbreitung                                                                               | Anmerkungen                                       |
| ----------------------------------------------------- | ----------------------------------------------------------------------------------------- | ------------------------------------------------- |
| Spathiphyllum abelianum A.Rojas & J.M.Chaves          | Costa Rica und Panama                                                                     | Wurde 2011 erstbeschrieben                        |
| Spathiphyllum atrovirens Schott                       | Costa Rica                                                                                |                                                   |
| Spathiphyllum barbourii Croat                         | Nord-Peru, Ecuador                                                                        |                                                   |
| Spathiphyllum bariense G.S.Bunting                    | Venezuela (Amazonas)                                                                      |                                                   |
| Spathiphyllum blandum Schott                          | Südost-Mexiko bis Nicaragua, Panama                                                       |                                                   |
| Spathiphyllum brent-berlinii Croat                    | Nord-Peru, Ecuador                                                                        |                                                   |
| Spathiphyllum brevirostre (Liebm.) Schott             | Südost-Mexiko, Belize                                                                     |                                                   |
| Spathiphyllum buntingianum Croat                      | Nord-Peru                                                                                 |                                                   |
| Spathiphyllum cannifolium (Dryand. ex Sims) Schott    | Kolumbien, Venezuela, Trinidad, Guyana, Nord-Brasilien, Ecuador, Peru                     |                                                   |
| Spathiphyllum cochlearispathum (Liebm.) Engl.         | Südost-Mexiko bis El Salvador                                                             |                                                   |
| Spathiphyllum commutatum Schott                       | Philippinen, Palau, Indonesien (Sulawesi, Molukken), Bismarck-Archipel, Salomonen         |                                                   |
| Spathiphyllum cuspidatum Schott                       | Venezuela, Guyana, Surinam, Nord-Brasilien                                                |                                                   |
| Spathiphyllum diazii Croat                            | Nord-Peru                                                                                 |                                                   |
| Spathiphyllum dressleri Croat & F.Cardona             | Panama, West-Kolumbien                                                                    |                                                   |
| Spathiphyllum floribundum (Linden & André) N.E.Br.    | Panama, Kolumbien, Venezuela, Ecuador, Peru                                               |                                                   |
| Spathiphyllum friedrichsthalii Schott                 | Südost-Mexiko, El Salvador bis Ecuador                                                    |                                                   |
| Spathiphyllum fulvovirens Schott                      | Nicaragua bis Kolumbien                                                                   |                                                   |
| Spathiphyllum gardneri Schott                         | Brasilien                                                                                 |                                                   |
| Spathiphyllum gracile G.S.Bunting                     | Peru                                                                                      |                                                   |
| Spathiphyllum grandifolium Engl.                      | Kolumbien, Ecuador                                                                        |                                                   |
| Spathiphyllum grazielae L.B.Sm.                       | Brasilien (São Paulo)                                                                     |                                                   |
| Spathiphyllum humboldtii Schott                       | Kolumbien, Venezuela, Guyana, Surinam, Französisch-Guayana, Ecuador, Peru, Nord-Brasilien |                                                   |
| Spathiphyllum jejunum G.S.Bunting                     | Venezuela (Amazonas)                                                                      |                                                   |
| Spathiphyllum juninense K.Krause                      | Ecuador, Peru, westliches Brasilien, Kolumbien (unsicher)                                 |                                                   |
| Spathiphyllum kalbreyeri G.S.Bunting                  | Panama, Kolumbien                                                                         |                                                   |
| Spathiphyllum kochii Engl. & K.Krause                 | Venezuela, Kolumbien (unsicher)                                                           |                                                   |
| Spathiphyllum laeve Engl.                             | El Salvador, Nicaragua bis Ecuador, Kokos-Insel                                           |                                                   |
| Spathiphyllum lanceifolium (Jacq.) Schott             | Kolumbien, Venezuela                                                                      |                                                   |
| Spathiphyllum lechlerianum Schott                     | Peru, Kolumbien (unsicher)                                                                |                                                   |
| Spathiphyllum maguirei G.S.Bunting                    | Guyana, nordwestliches Brasilien                                                          | vielleicht mit Spathiphyllum cuspidatum identisch |
| Spathiphyllum matudae G.S.Bunting                     | Südost-Mexiko bis Honduras, Costa Rica, Panama                                            |                                                   |
| Spathiphyllum mawarinumae G.S.Bunting                 | Venezuela (Amazonas)                                                                      |                                                   |
| Spathiphyllum minus G.S.Bunting                       | Kolumbien, Ecuador, Peru                                                                  |                                                   |
| Spathiphyllum monachinoi G.S.Bunting                  | Venezuela (Bolívar, Amazonas)                                                             | 2 Varietäten                                      |
| Spathiphyllum montanum (R.A.Baker) Grayum             | Costa Rica, Panama                                                                        |                                                   |
| Spathiphyllum neblinae G.S.Bunting                    | Venezuela (Amazonas), Nord-Brasilien                                                      |                                                   |
| Spathiphyllum ortgiesii Regel                         | südöstliches Mexiko, Honduras                                                             |                                                   |
| Spathiphyllum patinii (R.Hogg) N.E.Br.                | Panama, Kolumbien (Antioquia)                                                             |                                                   |
| Spathiphyllum patulinervum G.S.Bunting                | Ecuador, Peru                                                                             |                                                   |
| Spathiphyllum perezii G.S.Bunting                     | Kolumbien, nordwestliches Venezuela                                                       |                                                   |
| Spathiphyllum phryniifolium Schott                    | Südost-Mexiko bis Kolumbien                                                               |                                                   |
| Spathiphyllum pygmaeum Bogner                         | Ecuador                                                                                   |                                                   |
| Spathiphyllum quindiuense Engl.                       | Panama, Kolumbien, Peru                                                                   |                                                   |
| Spathiphyllum schlechteri (Engl. & K.Krause) Nicolson | östliches Neuguinea                                                                       |                                                   |
| Spathiphyllum schomburgkii Schott                     | Kolumbien, Venezuela, Guyana, Nord-Brasilien                                              |                                                   |
| Spathiphyllum silvicola R.A.Baker                     | Costa Rica, Panama, westliches Kolumbien                                                  |                                                   |
| Spathiphyllum solomonense Nicolson                    | Salomonen                                                                                 |                                                   |
| Spathiphyllum tenerum Engl.                           | Kolumbien, Peru, Nord-Brasilien                                                           |                                                   |
| Spathiphyllum uspanapaense Matuda                     | östliches Mexiko (Veracruz)                                                               |                                                   |
| Spathiphyllum wallisii Regel                          | natürliche Vorkommen wohl: Kolumbien, Venezuela                                           |                                                   |
| Spathiphyllum wendlandii Schott                       | südöstliches Mexiko, Honduras, Costa Rica bis westliches Kolumbien                        |                                                   |

## Galerie

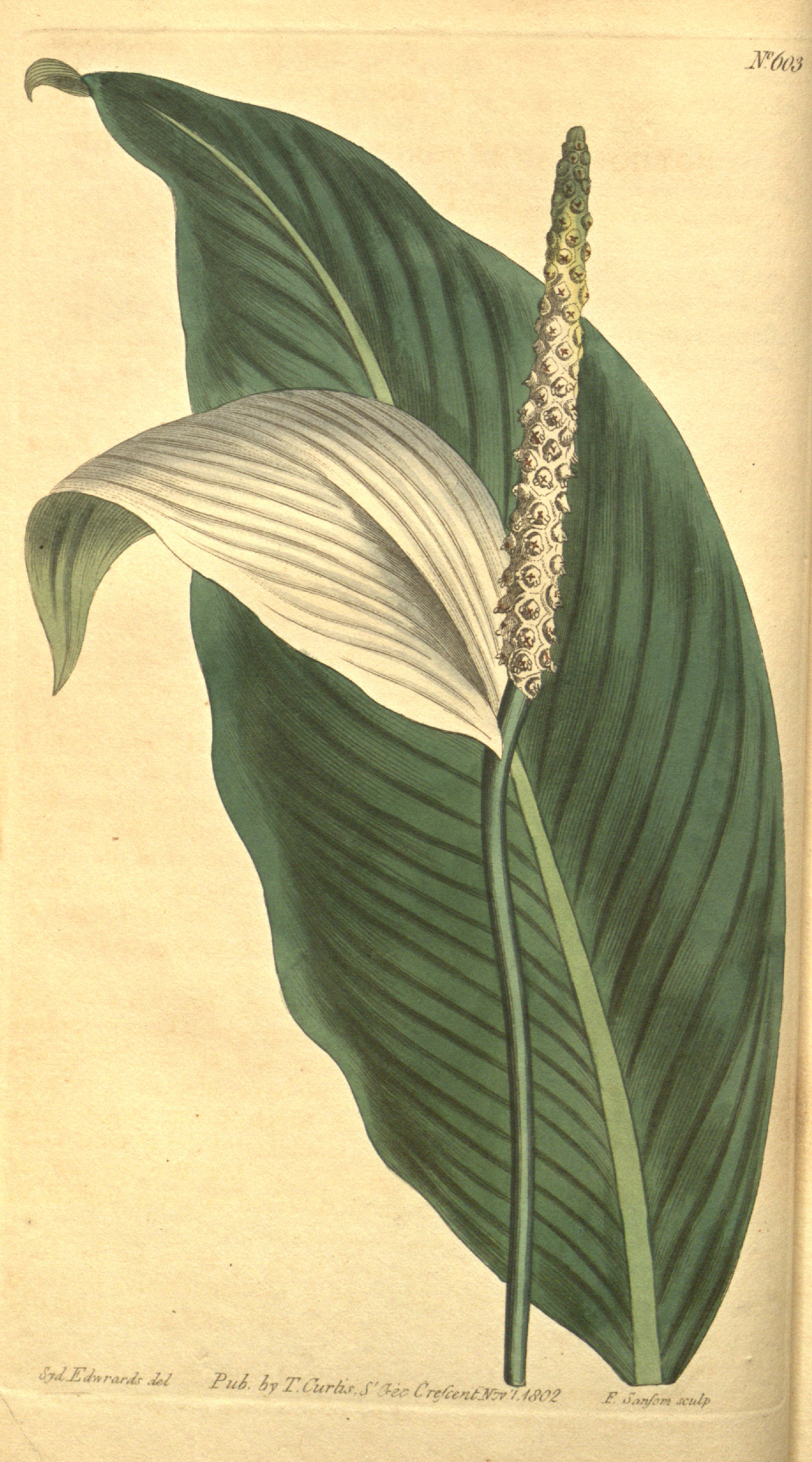
Spathiphyllum cannifolium
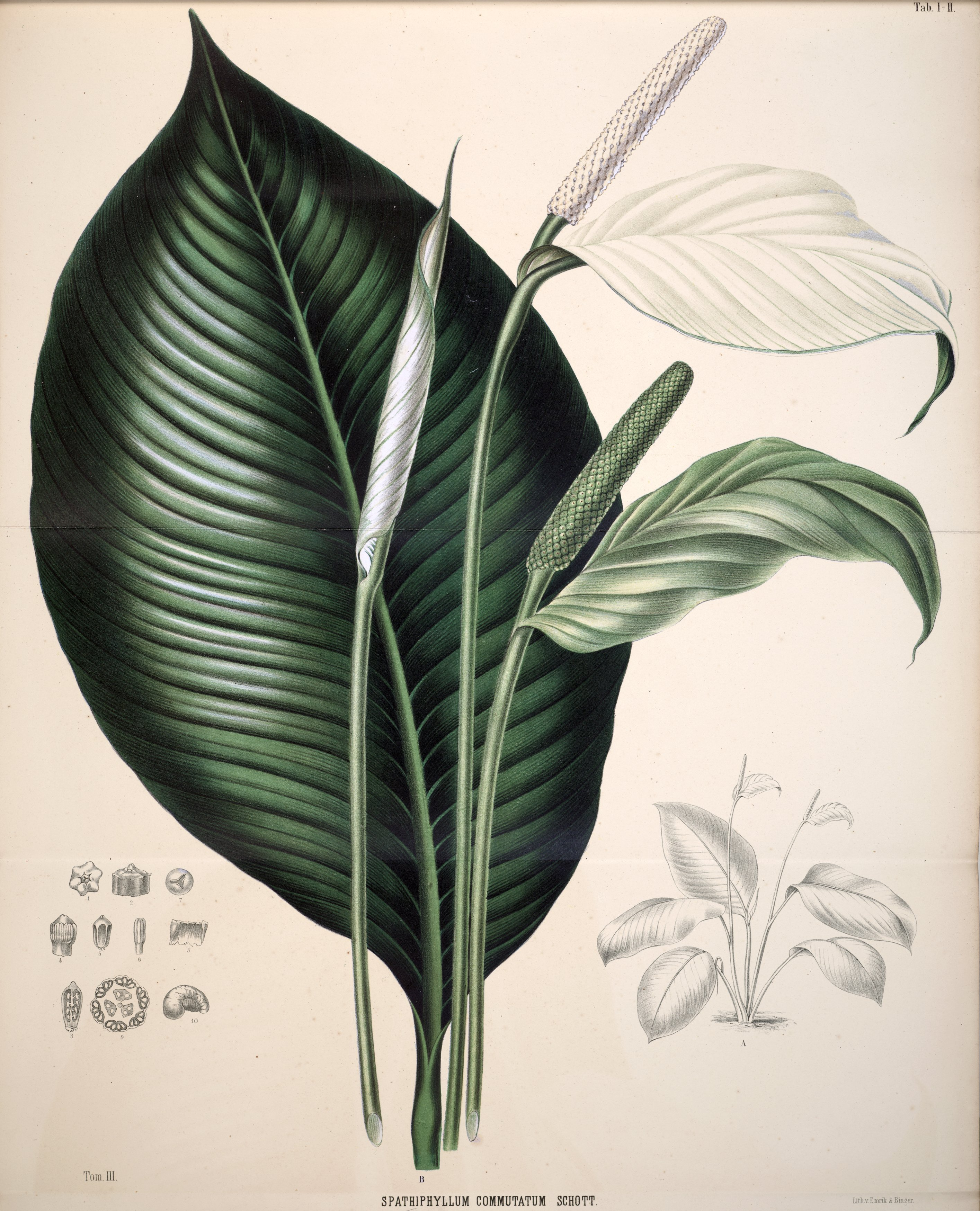
Spathiphyllum commutatum
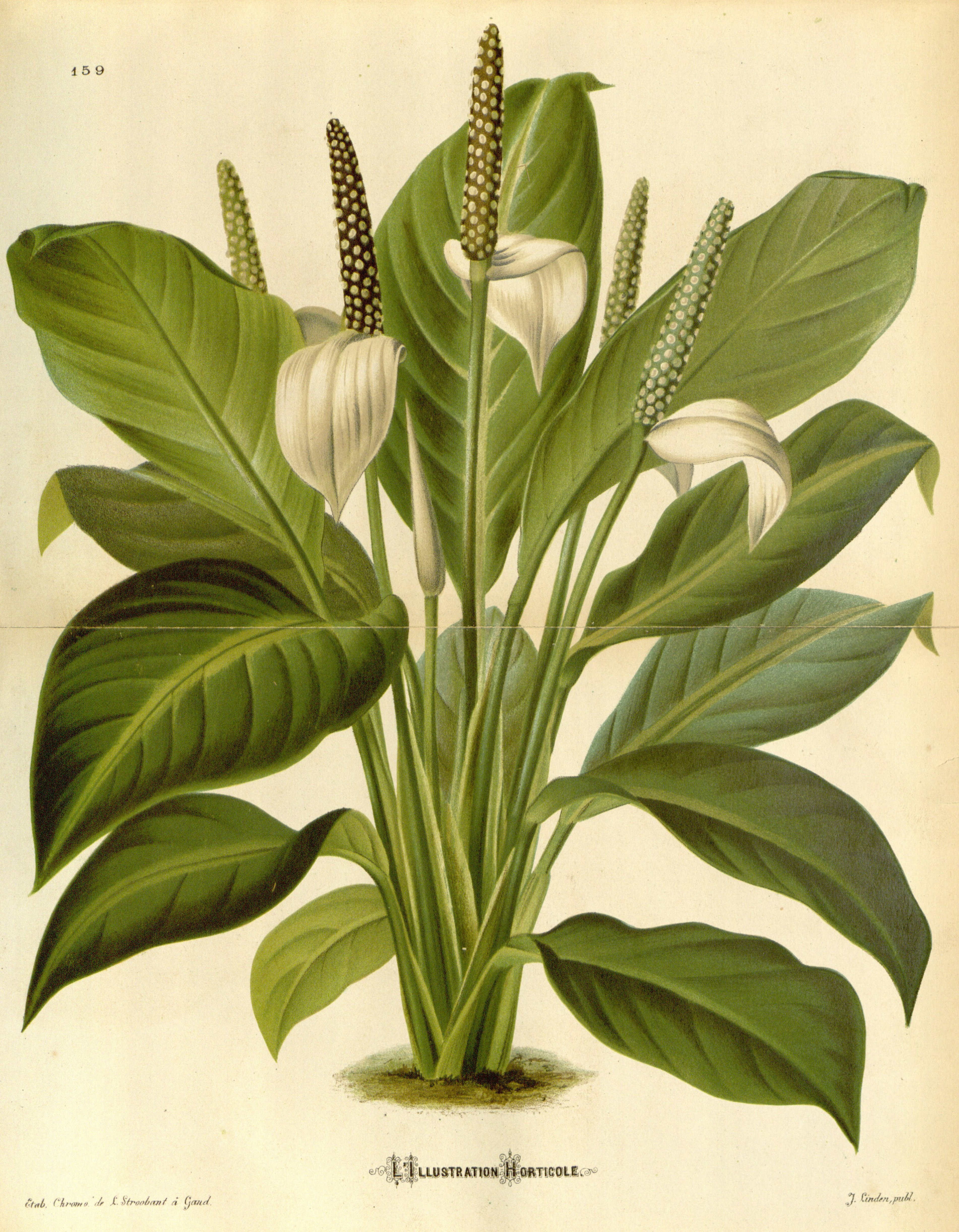
Spathiphyllum floribundum
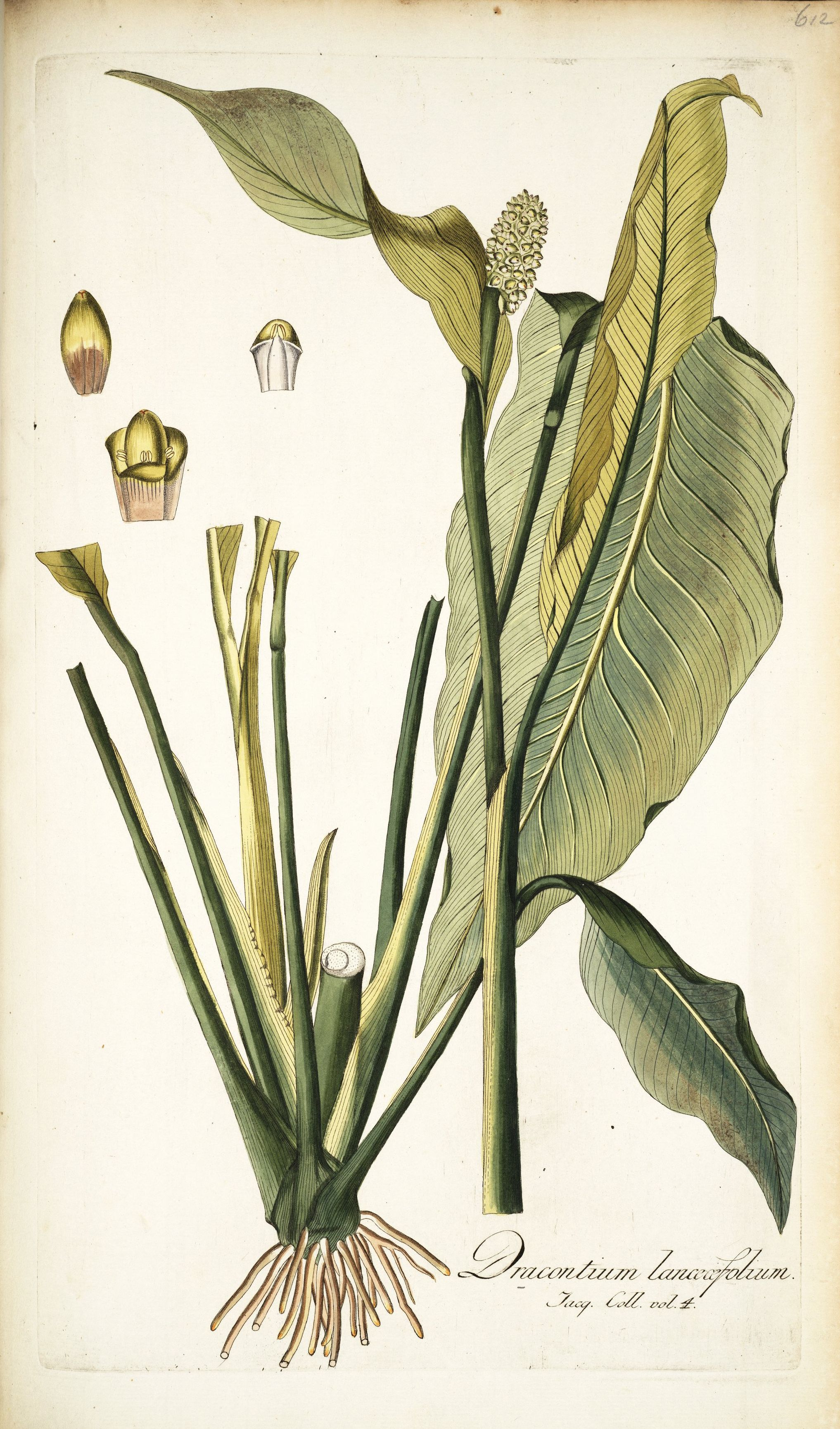
Spathiphyllum lanceifolium
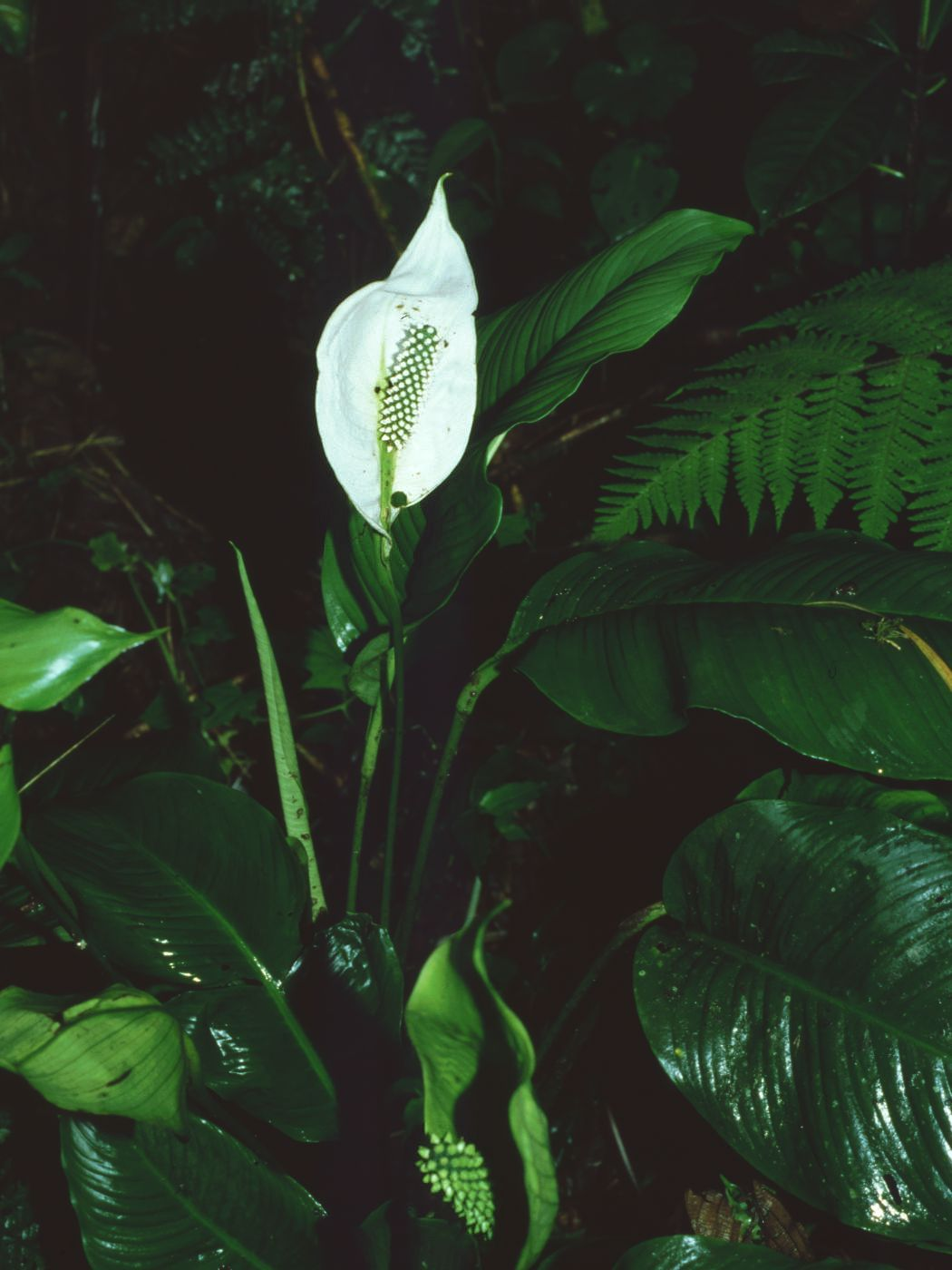
Spathiphyllum montanum
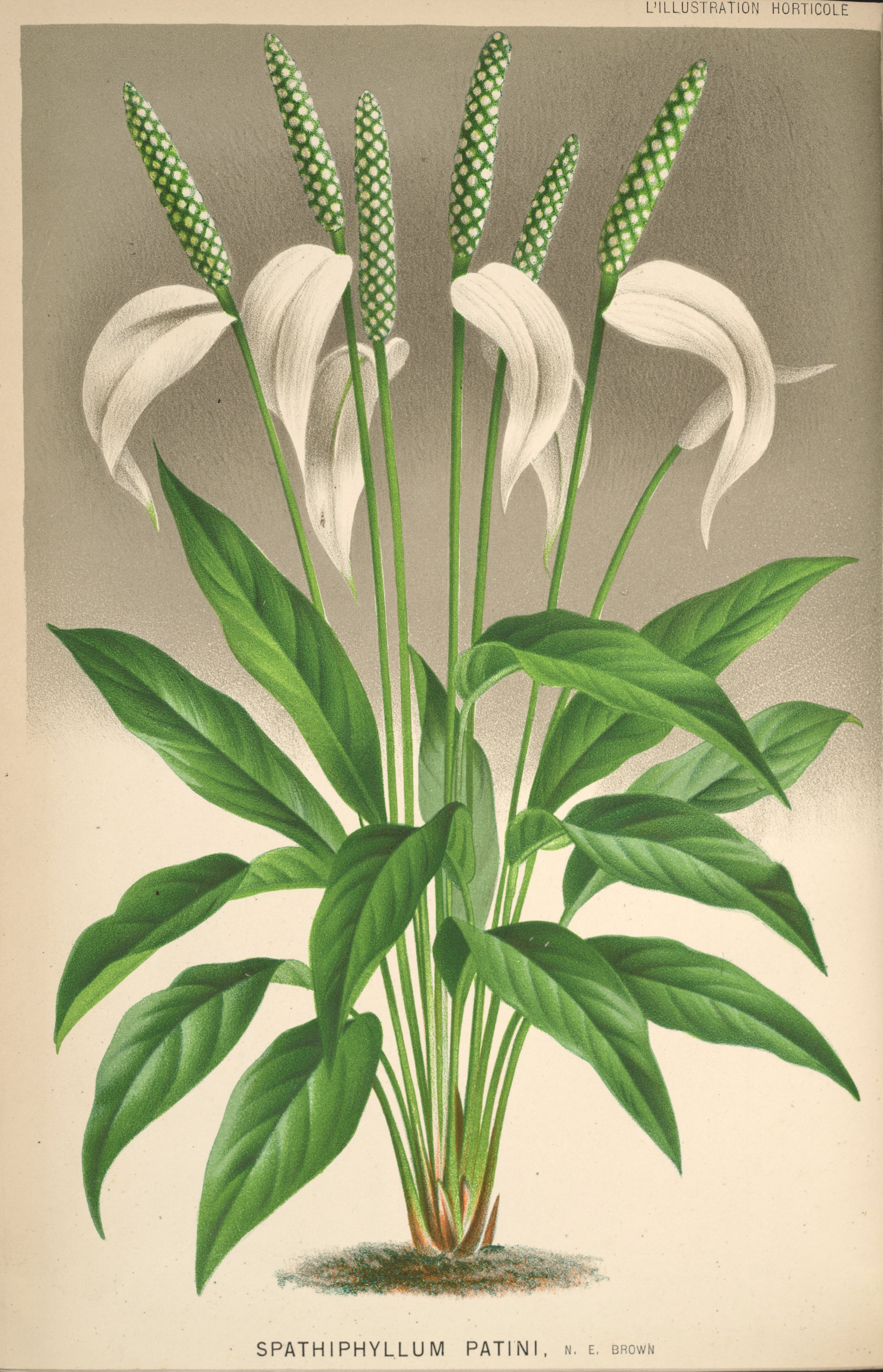
Spathiphyllum patinii
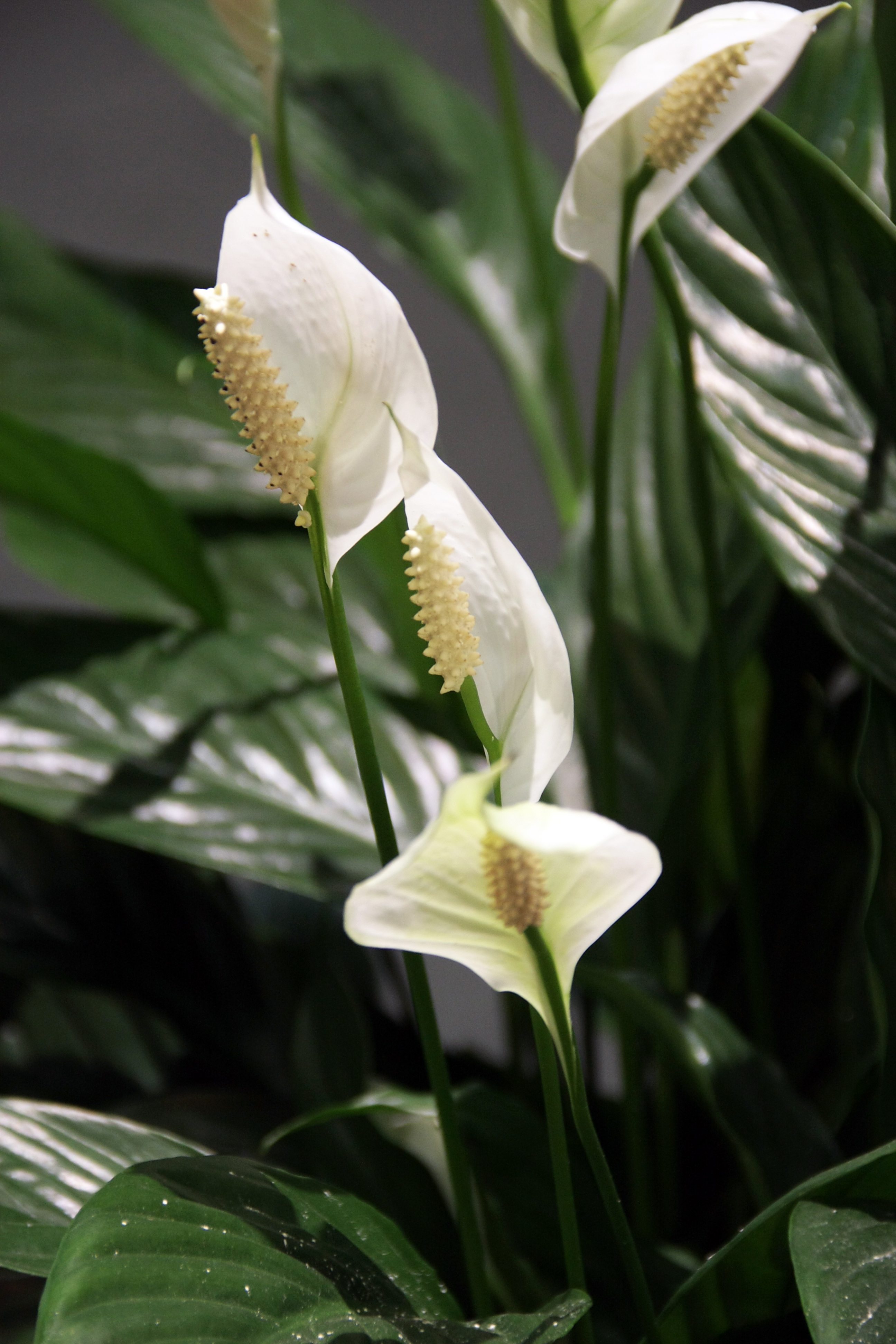
Spathiphyllum wallisii

## Gesundheit
Spathiphyllum als Zimmerpflanze gilt als raumluftreinigend. Speziell die Spathiphyllum ‘Mauna Loa‘ reinigt die Luft von Benzol, Formaldehyd, Trichlorethen, Xylolen, Toluol und Ammoniak. Es gibt Berichte, wonach Spathiphyllum giftig sei. Auch gibt es Fälle, in denen Spathiphyllum starke Allergien ausgelöst hat oder der Blütenstaub ein allergisches Potential aufweist.

## Anmerkung
1. ↑  
Nicolson (1968) war sich diesbezüglich - ob die Spatha den Blütenstand umschließt - nur bei Spathiphyllum solomonense sicher. Da er Spathiphyllum schlechteri nur von Herbarbelegen kannte, wo die Beurteilung dieses Merkmals schwierig ist, hat er bei dieser Art Zweifel bestehen lassen.